# Сурин, Евгений Александрович
Евгений Александрович Сурин — заслуженный работник высшей школы РФ, профессор Ростовской консерватории.

## Биография
Евгений Александрович Сурин начал заниматься в музыкальной школе в возрасте 7 лет — туда его отвели родители — инженеры Татьяна Матвеевна и Александр Николаевич. Первой учительницей в музыкальной школе им. П. И. Чайковского была Татьяна Николаевна Грибоедова. Во время обучения в 4-5 классе появился осознанный интерес к музыкальным занятиям.
После окончания школы он поступил в Ростовское музыкальное училище в класс Валерии Игоревны Варшавской — этот педагог сама отбирала учеников в свой класс. Во время обучения на третьем курсе, он стал участником первого Областного конкурса и занял в нем второе место. Когда Евгений Сурин был студентом последнего курса училища, его отобрали для участия в Первом Всероссийском конкурсе учащихся музыкальных училищ, который проводился в Москве. Он выиграл и стал обладателем Первой премии. После завершения конкурса, Евгению Сурину и его педагогу Валерии Варшавской, ректор МГК им. П. И. Чайковского А. В. Свешников сказал, этого ученика они примут к себе. В рамках конкурса также проходили педагогические чтения с открытыми уроками Теодора Гутмана. Евгений Сурин исполнил сонату Бетхована, и получил похвалу от Теодора Гутмана, который отметил, что у студента законченное исполнение, не требующее вмешательства.
Окончив Ростовское училище искусств, Евгений Сурин уехал поступать в Московскую консерваторию. Сдав экзамены, поступил в класс Якова Израилевича Зака. Учился в консерватории в одно время с А. Слободяником, В. Ересько, Н. Петровым. Через два года обучения перешел в класс к другому преподавателю, но про обучение у Якова Зака вспоминал с благодарностью. На четвертом курсе был студентом класса Беллы Михайловны Давидович. В 1965 году, окончив консерваторию, получил распределение в Томск-7 — закрытый город. Работал там концертмейстером, вел класс специального фортепиано в музыкальном училище. В 1967 году, после открытия Ростовского музыкально-педагогического института, решил вернуться в Ростов-на-Дону и начал работать в должности концертмейстера.
В ноябре 1990 года в журнале «Советская музыка», была напечатана его статья «Идеи носятся в воздухе».
В 1997 году Евгению Сурину было присвоено звание «Заслуженного работника Высшей школы РФ».
Председатель жюри первого Международного фестиваля-конкурса детского и юношеского творчества «Звёздный дождь», который прошел в Ростове-на-Дону в 2011 году.